# Silent Hill HD Collection
Silent Hill HD Collection (Silent Hill HD Edition en Japón) es un videojuego de terror recopilatorio de terror psicológico, disponible para las consolas PlayStation 3 y Xbox 360. Contiene los juegos Silent Hill 2 (en su versión Director's Cut, con el capítulo de María Born from a wish incluido de serie) y Silent Hill 3 adaptados en alta definición, con una resolución nativa de 720p. Ambos juegos poseen un nuevo doblaje, así como trofeos para PlayStation Network y logros para Xbox 360. Los jugadores tienen la posibilidad de escoger entre el nuevo doblaje y el original para Silent Hill 2. Sin embargo, en Silent Hill 3 sólo es posible jugarlo con el nuevo doblaje.
Este recopilatorio es considerado como uno de los peores recopilatorios HD del mercado no solo por diferentes problemas técnicos, sino también por las modificaciones y alteraciones efectuadas con respecto a los originales.
Tras innumerables retrasos, fue puesto a la venta en América el 20 de marzo, en Japón el 29 de marzo y en Europa el 30 de marzo de 2012 para ambas consolas. La adaptación corrió a cargo de la empresa Hijinx Studios.

## Desarrollo
Silent Hill HD Collection fue anunciado por Konami en el evento E3 del año 2011. Se confirmó también que ambos juegos contarían con un nuevo doblaje, con un reparto de actores diferentes con respecto a los juegos originales. En principio se anunció como exclusivo para PlayStation 3, pero pasado un tiempo fue anunciado también para Xbox 360. La empresa encargada para convertir los juegos en HD fue Hijinx Studios.
Debido a la antigüedad de los juegos originales, el único código fuente original disponible que Konami facilitó a Hijinx Studios para las conversiones, fue unas versiones inacabadas de ambos juegos. Debido a esto, ambos títulos en el recopilatorio HD poseen varios fallos técnicos de carácter grave. 
La actriz Mary Elizabeth McGlynn fue contratada por Konami para dirigir el redoblaje de ambos juegos. El motivo del redoblaje fue a causa de una demanda impuesta por el actor Guy Cihi, quien interpretó a James Sunderland en Silent Hill 2, ya que declaró que él era el propietario tanto de la voz de James como de la captura de movimientos. McGlynn rechazó este hecho, aclarando que Guy Cihi no poseía ningún derecho sobre eso, ya que pertenecen a Konami. 
En un comunicado a Konami, Guy Cihi declaró que no buscaba compensación económica, sino que su queja se debía a "la falta de respeto que Konami tuvo con los implicados originales en el desarrollo de los juegos", ya que nunca se les comunicó de las diferentes reediciones de Silent Hill 2 y ocultar su rostro en los videos de  "Cómo se hizo Silent Hill 2". Guy Cihi también pidió a Konami permitir que se incluyeran las voces originales y dar a los fanes la opción de elegir entre el doblaje original y el redoblaje. Muchos fanes apoyaron a Cihi sobre esto, incluso otros actores que participaron en Silent Hill 2, apoyaron este hecho.
Finalmente, a finales de septiembre de 2011, Guy Cihi (James Sunderland), David Schaufele (Eddie Dombrowski), Monica Taylor Horgan (Mary/Maria) y Donna Burke (Angela Orosco) firmaron un acuerdo con Konami para volver a utilizar el doblaje original en Silent Hill 2 junto con el nuevo doblaje, permitiendo al jugador seleccionar el que prefiera.

## Cambios con respecto a los originales
- Silent Hill 2
  - Los personajes tienden a decir palabras nuevas al empezar una frase. Esto ocurre más a menudo con Laura.
  - Las texturas de las calles, las aceras y carreteras se ven mucho más limpias.
  - El dibujo de los botiquines de primeros auxilios es diferente.
  - La cinta de video que James ve en el hotel se ve ahora rodeada por una pantalla de televisión, en lugar de verse a pantalla completa.

- Silent Hill 3
  - Muchas de las canciones han sido retocadas o cambiadas directamente. El más notorio es en el centro comercial del principio del juego. La música ambiental del original se ha cambiado por una más de corte electrónico.
  - Existen algunos cambios en los diálogos, aunque los subtítulos son exactamente los mismos que en la versión original. Unos ejemplos:
    - El hada de las alcantarillas (la que proporciona al jugador las tuberías de oro y plata), dice "I have finally found a truly honest person" ("Por fin he encontrado a una persona honesta"). En el original decía "I have finally found a truly honest man" ("Por fin he encontrado un hombre honesto").
    - Claudia dice "They've come to witness the Beginning. The rebirth of Paradise, unspoiled by mankind" ("Han venido a presenciar el comienzo. El renacimiento del paraíso, virgen por la humanidad"). En el original Claudia no dijo "unspoiled", sino "despoiled" (despojado).
    - Después de encontrarse a su padre muerto, Heather Mason se enfrenta a Claudia y le dice "I'll kill you, you bitch!" ("¡Te voy a matar, zorra!"), en lugar de "I'll get you for this!" ("¡Vas a pagar por esto!").

  - La escena en la que Heather se encuentra a su padre muerto, está ligeramente modificada para que se pueda ver el rostro de Harry.
  - En la versión original, las voces de Harry Mason, Cheryl Mason y Lisa Garland fueron extraídas del primer juego de Silent Hill, pero fueron redoblados para esta versión HD.
  - Cuando Heather vomita el feto, aparece un enorme charco de sangre que no aparecía en el original.
  - Cuando Heather se reúne de nuevo con Douglas tras derrotar a Dios, la gabardina de éste aparece mucho más ensangrentada que la original, por motivos desconocidos.
  - Un total de 14 trajes desbloqueables de Heather disponibles en el original de PS2 fueron retirados en la versión HD.

A pesar de que Silent Hill 3 sólo puede jugarse con el nuevo doblaje, en la escena en la que Heather es "arrollada" por el tren del parque de atracciones, se puede escuchar su grito original al caer.

## Problemas técnicos
Algunos de los problemas técnicos que los jugadores reportaron fueron los siguientes:
- Bajada de velocidad en ambos juegos (ralentizaciones).
- Congelamiento en imagen de un segundo al recibir algún logro/trofeo.
- Fallos gráficos (niebla que desaparece, desaparición de elementos del escenario).
- Ambos juegos se ven demasiado oscuros, aún configurando el brillo al máximo.
- Desincronización labial en las voces de los personajes.

En PlayStation 3 aparecieron, además, estos problemas:
- Movimiento del personaje errático, llegándose a detener por completo tras un par de pasos, lo cual hacía el juego prácticamente injugable.
- Recibir daños al ser atacados por los enemigos por culpa de la pantalla de carga, que no desaparecía al momento de terminar la carga.

Fue lanzado un parche para PlayStation 3, pero los jugadores afirmaron que no solucionaba nada. Un segundo parche fue anunciado por Konami, que fue lanzado en julio de 2012. El cual sí arregló bastantes desperfectos como la sincronización labial, el control de los personajes, la mayoría de ralentizaciones y los problemas de sonido. 
El parche para la versión de Xbox 360 fue cancelado por "problemas técnicos" en palabras de la propia Konami.

## Recepción y crítica
Tanto la versión de PS3 como la de Xbox 360 recibieron críticas mixtas en Metacritic. La versión de Xbox 360 posee un 69/100, mientras que en PS3 posee un 70/100. Sin embargo, ambas versiones poseen críticas negativas por parte de los aficionados, en especial la versión de PS3 debido a sus fallos técnicos.
Muchos fanes cuestionaron la decisión de Konami para encargar las conversiones a Hijinx Studios, cuyos juegos de consola solo fueron Frogger Returns y Vandal Hearts: Flames of Judgment, y consideraron que la conversión fue apresurada y no debería haber sido puesto a la venta en el estado en que estaba.
Tras liberar el primer parche, las propias Konami y Hijinx Studios declararon que sabían de los problemas antes de ponerse a la venta, lo que provoca una reacción aún más negativa en varias comunidades de fanes de Silent Hill. Muchos fanes pensaron que fue inaceptable para los juegos de unos diez años de antigüedad.
Konami ofreció indemnizar a los propietarios de la versión de Xbox 360, ofreciendo muchos otros juegos, incluyendo el mismo juego para la PlayStation 3 si enviaban su copia y el recibo como prueba de compra para Konami. Esta oferta, sin embargo, sólo fue válida para las compras realizado en Estados Unidos
.